# Club Voleibol Emevé
El Club Voleibol Emevé, cuyas siglas significan El Mejor Equipo de Voleibol de España, es un equipo de voleibol de la ciudad de Lugo situado en Galicia. Fue fundado en 1983 por la familia Bouza y actualmente cuenta con un equipo en Superliga Masculina y en Superliga Femenina siendo a día de hoy el único club de España con dos equipos en la máxima categoría.
El Club Voleibol Emevé es un club de formación que trabaja en la ciudad de Lugo con un número de jugadores y jugadoras que superan los 400 niños y niñas. Es un club que potencia y fomenta la igualdad, no en vano los puestos de responsabilidad de la directiva están ocupados por tres mujeres.

## Historia
El equipo fue fundado por la familia Bouza a principios de la década de 1980 en la ciudad de Lugo. Al principio el club lucense era un equipo femenino. El Voleibol masculino, se adhirió al proyecto Emevé unos años más tarde, El equipo promocionó por primera vez a la Primera División en la temporada 1985/86.
El 3 de mayo de 2009, el autobús del equipo juvenil femenino de voleibol que venía de ser subcampeón en España en las Islas Canarias sufrió un accidente en la carretera SC-21 desde la rotonda hasta la A-54 a la salida del aeropuerto de Lavacolla. En el accidente murieron tres jugadores. Algo que marcó mucho la historia del club.

### Ascenso a Superliga (2013-2015)
El equipo estuvo durante dos temporadas en Superliga Masculina, en concreto la 2013-14 y la 2014-15. En este tiempo el club hizo un primer año notable quedando octavos en la fase regular, pero el siguiente año tan solo consiguió una victoria quedando en puestos de descenso y volviendo a Superliga Masculina 2. 

### Paso por Superliga 2 (2015-2019)
Las cuatro siguientes temporadas el equipo iba a pelear por regresar a la máxima categoría del voleibol español. Una plantilla renovada y cargada de juventud era el pilar fundamental del proyecto. Aunque hay que admitir que el primer y segundo año pasaron desapercibidos por la zona noble de la tabla los dos últimos años consiguieron ganar la Copa del Príncipe de forma consecutiva, siendo los primeros en hacerlo, y además entrar en la fase de ascenso. No sería hasta la temporada 2018-19 cuando el club conseguiría regresar a Superliga Masculina.

### El regreso a la élite (2019-Act)
La vuelta del Emevé a la Superliga Masculina fue manteniendo el bloque del ascenso y con refuerzos que apuntalaran el equipo. Unai Larrañaga, Felipe de Mello Hernández, Matthew Knigge, Luis Linares, Javier García Taibo y Luis Martín fueron los seis hombres elegidos para que el salto de competición fuera lo más leve posible. Todo ello unido al nuevo patrocinio de Arenal Perfumerías que se anunció el 10 de septiembre de 2019, dotaron al equipo de estabilidad. Un proyecto ilusionante empezaba a andar.
El equipo no empezó de la mejor manera posible con dos derrotas de bulto ante Textil Santanderina y CV Teruel. Aunque esto fue solo un espejismo. El equipo ganó siete de los ocho partidos siguientes y solo conoció la derrota ante el Vecindario ACE Gran Canaria, unos resultados que llevaron al equipo de Diego Taboada a ser el cuarto en lograr la clasificación para la Copa del Rey 2020 por detrás del CV Teruel y del Unicaja Costa de Almería, además del anfitrión Urbia Voley Palma.

## Entrenadores
| País   | Entrenador            | Temporadas  |
| ------ | --------------------- | ----------- |
| España | David Sánchez Mordos  | ¿? - 2012   |
| España | Diego Taboada Campelo | 2012 - 2022 |
| España | José Valle            | 2022 - Act. |

## Palmarés
Nota: en negrita competiciones vigentes en la actualidad.
| Competición nacional        | Títulos     | Subcampeonatos |
| --------------------------- | ----------- | -------------- |
| Copa de la Reina (0/1)      |             | 2022.          |
| Superliga Masculina 2 (1/0) | 2018-19.    |                |
| Copa Príncipe (2/1)         | 2018 y 2019 | 2013           |
|                             |             |                |

| Competición autonómica       | Títulos                        | Subcampeonatos                 |
| ---------------------------- | ------------------------------ | ------------------------------ |
| Copa Galicia masculina (5/5) | 2012, 2014, 2019, 2021 y 2023. | 2005, 2008, 2011, 2013 y 2015. |

Trofeos amistosos
- Trofeo Concello De Dumbría (1): 2019.[10]
- Trofeo de Volei Concello de San Sadurniño (2): 2018[11] y 2019.[12]
- Trofeo Internacional Voleibol: 2022.
- Trofeo Ciutat de Valencia: 2024.